# Carnaval de Tarragona

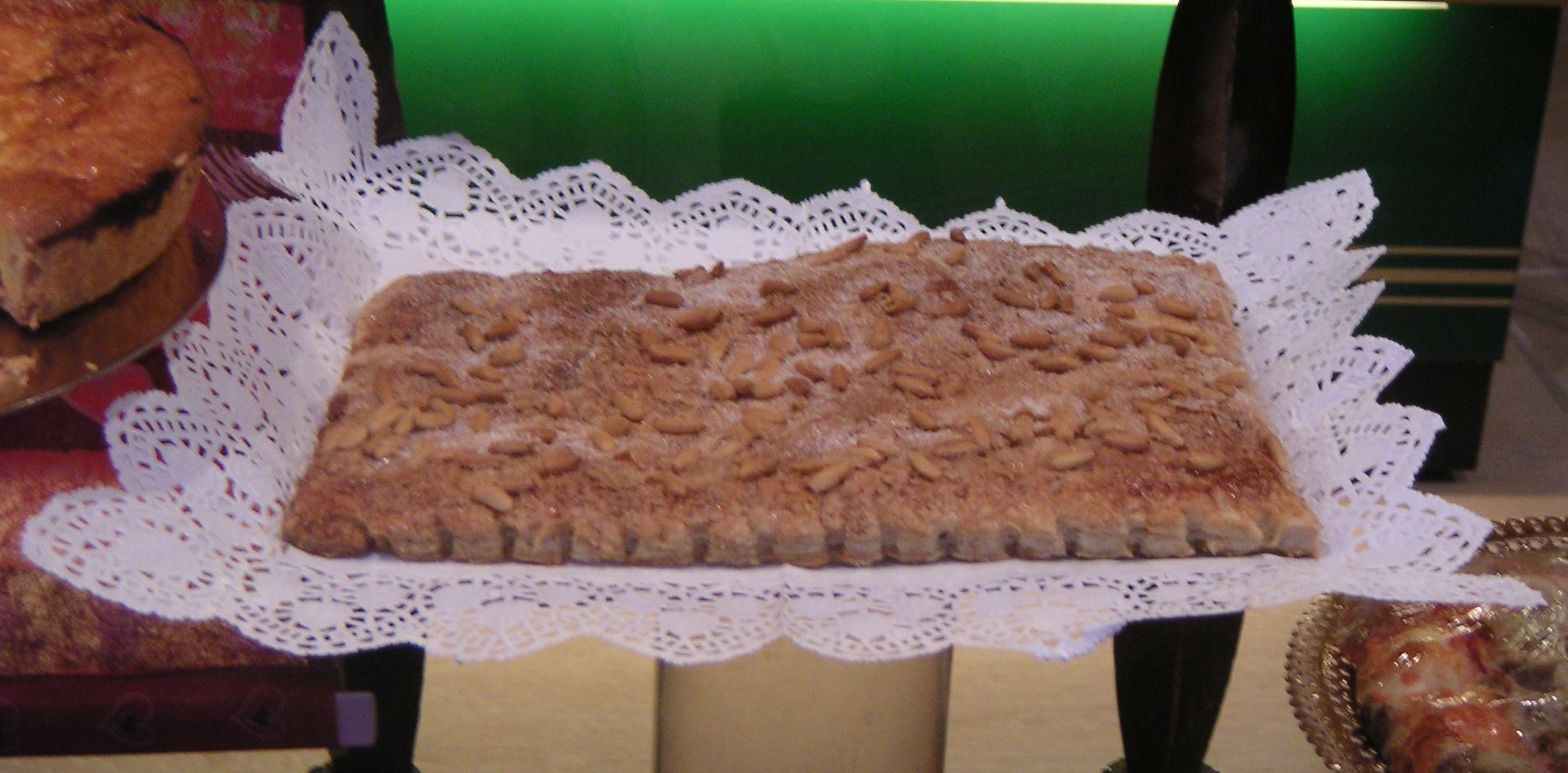
Coca de llardons

El Carnaval de Tarragona combina una seqüència ritual d'actes -heretada d'èpoques ben diverses- i uns extraordinaris treballs d'artesania en la confecció de les indumentàries de les comparses.
Les diverses comparses que hi participen desfilen en dues grans rues dutes a terme en dos dies diferents, el dissabte -Rua de l'Artesania- i del Diumenge -Rua de Lluïment-.
Un dels elements més representatius de la festa és la Bóta monumental, que s'instal·la en la plaça de l'Ajuntament, i que indica l'arribada de la celebració i també el seu final, quan és cremada enmig dels focs dels diables i bèsties ígnies i fins al 2008 enmig d'un castell de focs artificials.

## Història de la festa
Orígens: Els orígens del Carnaval de Tarragona es troben en les festes Saturnals, Lupercals i Matronals pròpies de la cultura romana. Des de la seva colonització s'han mantingut elements com la presència del Rei Carnestoltes i la inversió de papers socials i sexuals, característiques estructurals que es van reprendre posteriorment durant l'edat mitjana.
Segle VIII (principis): S'escriu el llibre litúrgic tarragoní anomenat Oracional de Verona, conservat a la ciutat italiana de Verona, i còpia del Liber Orationum de festivitatibus, l'oracional festiu hispà el va escriure l'arquebisbe Julià de Toledo durant els anys 682-683. L'obra conté rúbriques o anotacions que expliciten com i a on s'havien de realitzar les cerimònies. Les número 523 i 526 especifiquen la realització de processons itinerants la Domenica in carnes tollendas, és a dir, Diumenge de Carnestoltes.
Edat Mitjana: En el període medieval es documenta tant el repartiment de vi per part del municipi, com el joc amb bous en l'actual carrer del Cós del Bou -el mot cos indica precisament que es corrien els bous-. El capitell de la processó de les rates del claustre de la Catedral de la ciutat ha estat identificat com una de les escenes carnestoltenques d'aquest període històric: les rates passegen un gat que es fa el mort, i acaba ressuscitant per cruspir-se-les.
Segle XIX: Les primeres referències d'un Carnaval urbà, amb rues o desfilades, corresponen a la segona meitat del segle xix. En aquest temps viu la seva plenitud, i es defineix la seqüència ritual amb la construcció de la Bóta monumental per part del gremi de boters local, i la seva crema, fets que marquen l'inici i el final de la festa. Es documenta també la participació del ball de diables, com a grup de foc.
La Primitiva Terpsícore és una de les poques societats refundades del Carnaval de Tarragona del segle xix, quan es va organitzar seguint el nou model de celebració urbana que parodiava les processons del Corpus Christi i de les festes patronals. La refundació va tenir lloc l'any 2003. Actualment, té la funció d'exercir de la notària de la reina Concubina, que a través d'aquesta entitat llega el testament cada Dimarts de Dol. Els textos es distribueixen impresos per part dels membres de la societat rigorosament vestits de dol per la mort de la reina Concubina, així com a través de les xarxes socials.
Segle XX: S'han documentat diferents prohibicions al llarg de tota la història, però la més transcendent fou la de la Guerra Civil Espanyola. El 3 de febrer de 1937, una ordre datada a Burgos prohibia el Carnaval en tot el territori que controlaven les tropes franquistes. L'any 1939, amb el triomf de les forces faccioses del general Francisco Franco, aquesta ordre es va fer extensiva a tot l'Estat Espanyol. Amb la recuperació de la democràcia la festa es reprèn el 1981.